# Pholcus longiventris
Pholcus longiventris is een spinnensoort uit de familie trilspinnen (Pholcidae). De soort komt voor in Sumatra, de Filipijnen, Fiji en de Seychellen. 